# Spolek pro obnovu Českého království
Spolek pro obnovu Českého království je sdružení, které chce vyvolat debatu o změně formy státního zřízení v České republice.

## Poslání a aktivita
Posláním spolku je popularizovat myšlenku návratu dědičného krále na český trůn. Tohoto cíle se snaží dosáhnout především vzdělávací, badatelskou a osvětovou činností, pořádáním národopisných a kulturních akcí a v neposlední řadě činností publicistickou. Se členy spolku bylo možné se setkat na akcích, jako je např. Národní svatováclavská pouť ve Staré Boleslavi nebo v Selském muzeu Michalův statek v Pohledi. Přičiněním členů spolku byl v Pohledi roku 2016 odhalen pomník s bustou Františka Josefa I.
V roce 2020 spolek pořádal sbírku na zhotovení kopie Svatováclavské koruny k 60. narozeninám Karla Habsbursko-Lotrinského. Kopii vyrobil turnovský šperkař Jiří Urban. Z důvodů pandemie covidu-19 se podařilo předání uskutečnit až ve Vídni v odloženém termínu 28. května 2021. Spolek při předávání reprezentoval jeho starosta Jindřich Holub.
Spolek spolupracuje v prosazování svých cílů s monarchistickou stranou Koruna Česká.